# Деменка (Гомельская область)
Деменка (бел. Дземенка) — деревня в Лучицком сельсовете Петриковского района Гомельской области Беларуси.
На севере граничит с лесом.

## География

### Расположение
В 67 км на северо-восток от Петрикова, 44 км от железнодорожной станции Птичь (на линии Лунинец — Калинковичи), 207 км от Гомеля.

### Гидрография
На реке Птичь (приток реки Припять).

## Транспортная сеть
Транспортные связи по просёлочной, затем автомобильной дороге Новосёлки — Копаткевичи. Планировка состоит из 2 прямолинейных, параллельных между собой улиц, ориентированных с юго-запада на северо-восток, к которым на востоке присоединяется и соединяет их короткая прямолинейная улица. Застройка деревянная, усадебного типа.

## История
По письменным источникам известна с XIX века как деревня в Лучицкой волости Мозырского уезда Минской губернии. В 1917 году 2 деревни: Деменка Великая и Деменка Малая. В 1918 году открыта школа, которая размещалась в наёмном крестьянском доме. В 1930 году организован колхоз. 35 жителей во время Великой Отечественной войны погибли на фронте. Согласно переписи 1959 года в составе колхоза «40 лет Октября» (центр — деревня Птичь).

## Население

### Численность
- 2004 год — 53 хозяйства, 98 жителей.

### Динамика
- 1908 год — 28 дворов, 178 жителей.
- 1917 год — в Деменке Великой 224 жителя; в Деменке Малой 60 жителей.
- 1921 год — 41 двор, 248 жителей; в деревне Деменка Новая 9 дворов.
- 1959 год — 342 жителя (согласно переписи).
- 2004 год — 53 хозяйства, 98 жителей.